# American Guns
American Guns est une émission de téléréalité américaine en 26 épisodes de 45 minutes diffusée entre le 10 octobre 2011 au 17 décembre 2012 sur Discovery Channel.
En France, l'émission a été diffusée sur Discovery Channel (France). Elle reste inédite dans les autres pays francophones.

## Synopsis
L'émission est centrée sur la famille de Rich Wyatt, sa femme et ses beaux enfants travaillant à Gunsmoke Guns, à Wheat Ridge, Colorado. Ils sont spécialisés dans la création d'armes, la vente, la personnalisation et l'instruction. La musique du thème d'ouverture est Tallahassee de Swamp Cabbage.

## L'équipe de Gunsmoke

### Famille Wyatt
- Rich Wyatt — Fondateur / propriétaire, instructeur d'armes à feu
- Renee Wyatt — Copropriétaire, gestionnaire des affaires, la femme de Rich
- Kurt Wyatt — Graveur[2], Conseiller à la vente, instructeur d'armes à feu
- Paige Wyatt — Conseillère à la vente

Rich et Renee ont deux jeunes enfants qui ne sont pas impliqués dans le spectacle en raison de leur âge.

### Les armuriers et équipe de vente
- Brian Meidal – chef Armurier
- Gary — Armurier / Soudeur
- Joe — machiniste
- Jon — Armurier / Peintre
- Scott — Armurier / "Customiseur"
- Bob — Historien des armes
- Ben — assistante aux ventes
- Chris — Machiniste, assistante aux ventes
- Brian — assistante aux ventes

## Réception
Le New York Times a regardé la série à la suite de la Fusillade d'Aurora, en examinant la fascination américaine pour les armes à feu. Ils décrivent le spectacle comme combinant le "marchandage" de Pawn Stars, la personnalisation "over-the-top" de American Chopper et une bonne dose d'attaches grâce à l'entrain de la série. Elle ressemble donc à une centaine d'autres émissions de téléréalité basées sur de petites entreprises, sauf que l'entreprise sert dans ce cas, de vente d'armes mortelles. L'examinateur note que : bien que certains puissent être à l'aise avec l'accès facile aux armes à feu en Amérique, le public de plus de 1 million de téléspectateurs ne semblent pas avoir de scrupules face aux différents meurtres par armes à feu.